# Speed Buggy (série télévisée d'animation)
Speed Buggy est une série télévisée d'animation américaine en seize épisodes de 25 minutes produite par Hanna-Barbera Productions et diffusée du 8 septembre au 22 décembre 1973 sur le réseau CBS.
Après 1975, La série a été diffusée sur différentes chaînes américaines avant d'être introduite par Cartoon Network dans le monde entier. À partir du 6 mars 2004, la série a été diffusée dans toute l'Amérique latine sur Cartoon Network et Boomerang. En France, la série a été diffusée sur Boomerang (2003-2008) et sur Cartoon Network.

## Synopsis
Les aventures d'une voiture de type buggy dotée de la parole (baptisée « Speed Buggy ») et de ses trois amis. Cette voiture extraordinaire a été conçue et construite par Tinker, assisté par ses amis Marco et Silvia ; cette histoire est rappelée dans la séquence d'ouverture de chaque chapitre. Ensemble, les trois amis voyagent à bord de Speed Buggy à travers les États-Unis, dans certaines parties du Moyen-Orient, en Europe et dans le monde, pour participer à des compétitions et courses de voitures. Cependant, dans chaque endroit visité, un problème particulier causé par un malfaiteur (vol, escroquerie, et toutes sortes de délits) doit être résolu...

## Distribution

### Voix originales
- Michael Bell : Mark
- Mel Blanc : Speed Buggy
- Arlene Golonka : Debbie
- Phil Luther, Jr. : Tinker

## Épisodes
1. Speed Buggy va au Ranch (Speed Buggy Went That-A-Way)
2. Escapade audacieuse (Speed Buggy's Daring Escapade)
3. Le Trophée (Taggert's Trophy)
4. Speed Buggy tombe amoureux (Speed Buggy Falls in Love)
5. Les Gorilles géants (Kingzilla)
6. Professeur neige et madame glace (Professor Snow and Madame Ice)
7. Hors de la vue (Out of Sight)
8. Le Voleur d'or (Gold Fever)
9. L'Île des plantes géantes (Island of the Giant Plants)
10. Le K-233 Supercell (Soundmaster)
11. Le Maître de piste (The Ringmaster)
12. L'Homme qui se transforme (The Incredible Changing Man)
13. Le Safari (Secret Safari)
14. Huile de bien qui finit bien (Oil's Well That Ends Well)
15. La Vallée cachée de l'Amazonie (The hidden valley of Amazonia)
16. Capitaine Schemo et la ville sous-marine (Captain Schemo and the Underwater City)